# Borodinó (Crimea)
|  | Per a altres significats, vegeu «Borodinó». |

Borodinó (en (ucraïnès): Бородіно) és un poble de la República Autònoma de Crimea a Ucraïna, que el 2014 tenia 568 habitants. Pertany al districte rural de Djankoi. Fins al 1948 la vila es deia Mikhàilovka.